# Oncopsis truncatus
Oncopsis truncatus är en insektsart som beskrevs av Baker 1898. Oncopsis truncatus ingår i släktet Oncopsis och familjen dvärgstritar. Inga underarter finns listade i Catalogue of Life.